# Hysni Kapo

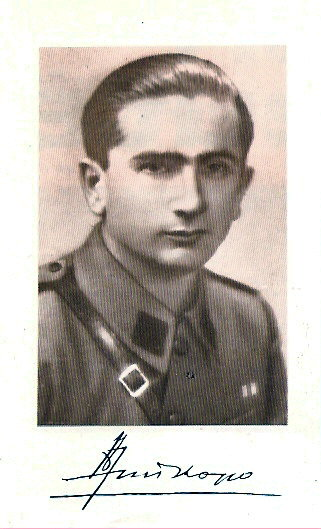
Hysni Kapo in den 1940er Jahren

Hysni Kapo (* 4. März 1915 in Tërbaç, Kreis Vlora; † 23. September 1979 in Paris) war ein führender albanischer kommunistischer Politiker während des Enver-Hoxha-Regimes und Politbüromitglied der Partei der Arbeit Albaniens. Er galt als eher konservativer Politiker, enger Vertrauter Hoxhas und wurde nach Mehmet Shehu als Nummer drei im Staat und möglicher Nachfolger Hoxhas gehandelt.

## Leben
Hysni Kapo machte eine kaufmännische Ausbildung in Vlora, wo er später als Buchhalter und als Krankenpfleger für geistig Behinderte im öffentlichen Spital arbeitete. Er war 1941 Gründungsmitglied der Kommunistischen Partei Albaniens und politischer Sekretär des lokalen Parteikomitees von Vlora. Noch im selben Jahr gründete er eine bewaffnete Widerstandsgruppe. Im kommunistischen albanischen Widerstand nahm er später führende Rollen ein. 1943 wurde er ins Zentralkomitee der Partei der Arbeit aufgenommen.
1945 heiratete er Vito Kondi, deren Brüder ebenfalls Widerstandskämpfer und in der Partei aktiv waren. Sie war ab 1952 im Zentralkomitee und Ministerin in den 1980er Jahren.
Im Jahr 1945 war Kapo Mitglied von Sondergerichten gegen Kriegsverbrecher und Volksfeinde. 1945 und 1946 amtierte er als Gesandter in Belgrad. Zudem vertrat er Albanien an internationalen Konferenzen sowie ab 1947 vor dem Sicherheitsrat der Vereinten Nationen im Korfu-Kanal-Fall. Noch 1947 wurde er zum stellvertretenden Außenminister ernannt. Dem Politbüro gehörte er seit 1946 an, 1956 wurde er auch ins Sekretariat des Zentralkomitees aufgenommen. Im Juli 1950 wurde er von Hoxha zu einem von drei stellvertretenden Ministerpräsidenten ernannt, im folgenden Jahr zusätzlich zum Minister für Landwirtschaft. Shehus Regierung von 1958 gehörte er nicht mehr an.
1960, ein Jahr bevor die Sowjetunion die Verbindungen zu Albanien aufgrund zahlreicher Konflikte zwischen der sowjetischen und der albanischen Führung abbrach, war er neben Ramiz Alia Delegierter der Partei der Arbeit Albaniens auf einer Konferenz kommunistischer Parteien in Moskau. Als es im November 1960 zum Bruch mit Moskau kam, war er maßgebend beteiligt. Kapo soll einem seiner Onkel die Leitung des Sicherheitsministeriums ermöglicht haben. In der verfassungsgebenden Kommission war er 1976 Vizepräsident.
Kapo hatte Diabetes und Herzkrankheiten, infolge derer er zwei Herzinfarkte erlitt. Am 7. August 1979 wurde bei ihm Bauchspeicheldrüsenkrebs festgestellt, an dem er im darauffolgenden Monat im Pariser Broussais-Krankenhaus verstarb. Bis zu seinem Tode gehörte er dem Politbüro an.
Er gehörte außerdem zu den 154 Personen, denen der Titel „Held des Volkes“ (Hero i Popullit) verliehen wurde.

## Werke
- Vepra të zgjedhura [„Ausgewählte Werke“], 5 Bände; Tirana, 1980–1983.

### In deutscher Übersetzung
- Die Rede des Genossen Hysni Kapo in der Parteihochschule des ZK der KP Chinas. Verlag „Naim Frashëri“, Tirana, 1966.
- Auszüge aus einer Rede des Genossen Hysni Kapo im Jahre 1973 – Das Werk des Genossen Mao Tsetung ist unsterblich. In: „Roter Morgen“, Nr. 38/1976, S6f.
- Aus der Rede des Genossen Hynsi Kapo, Mitglied des Politbüros des ZK der Partei der Arbeit Albaniens. In: „Roter Morgen“, Nr. 49/1974, S. 8. Auszüge aus der Rede zum 30. Jahrestag der Befreiung Albaniens, gehalten am 29. November 1974.
- Die Ideen der Oktoberrevolution werden im Kampf gegen den modernen Revisionismus verteidigt und vorangeführt. Rede auf der feierlichen Versammlung anläßlich des 60. Jahrestages der Großen Sozialistischen Oktoberrevolution, 7. November 1977. Verlag „8 Nëntori“, Tirana, 1977.